# Kutscherhof
Kutscherhof ist eine Wüstung in Regensburg.
Der nach dem letzten Bauern Stolz auch Stolzenhof genannte Kutscherhof wurde bereits in den 1870er Jahren devastiert. Er lag in der Gemeinde Karthaus-Prüll, deren Gemarkung Prüll heute zum Stadtgebiet von Regensburg gehört.
Seine Überreste werden unter der Aktennummer D-3-7038-0418 der Denkmalliste als geschütztes Bodendenkmal geführt. Heute ist die Lage eine Fläche im Botanischen Garten der Universität Regensburg.